# Chionea (Chionea) nigra
Chionea (Chionea) nigra is een tweevleugelige uit de familie steltmuggen (Limoniidae). De soort komt voor in het Nearctisch gebied.